# Gletscherblut
Gletscherblut ist ein deutscher Fernsehfilm von Thomas Kronthaler aus dem Jahr 2009, der im Auftrag des ZDF produziert wurde. In den Hauptrollen agieren Thomas Unger, der einen Berufstaucher spielt, der nach Jahren in seinen Tiroler Heimatort zurückkehrt, Tim Bergmann, der einen Glaziologen verkörpert, und Lisa Martinek, die in ihrer Rolle als Tochter des Bürgermeisters zwischen die Fronten gerät.

## Handlung
Markus Heuberger kehrt nach Tirol in seinen Heimatort Gremms zurück, um dort an der Hochzeit seiner ehemaligen Freundin Lisa Hirtner mit Carlo Bonatti teilzunehmen. Kaum ist die Feierlichkeit vorbei, kommt es zu Meinungsverschiedenheiten zwischen den frisch angetrauten Eheleuten. Lisas Vater, Bürgermeister von Gremms, plant den Bau einer Liftanlage auf dem nahen Gletscher, um den kleinen Ort ganzjährig für den Skitourismus attraktiv zu machen. Lisa, die von ihrem Vater allein aufgezogen wurde und auch aus diesem Grund eine sehr enge Verbindung zu ihm hat, und ihn bei all seinen Plänen unterstützt, versucht Carlo in ihrem Sinne zu beeinflussen. Dieser ist Glaziologe und befürchtet, dass sich die Anzeichen verdichten, die auf eine Katastrophe in großem Ausmaß hindeuten. Er hat festgestellt, dass Tauwasser, das eigentlich aus dem schmelzenden Gletscher austreten müsste, sich höchstwahrscheinlich unterirdisch in einer gigantischen Tasche ansammelt. Wenn dem so ist, müsste diese jetzt schon ein enormes Ausmaß erreicht haben. Wenn das Eis irgendwann dem Druck nicht mehr standhält, besteht die Gefahr, dass das Wasser sich in einer sintflutartigen Welle einen Weg ins Tal sucht und Gremms unter sich begraben könnte. Da Carlos Warnungen so gar nicht in des Bürgermeisters Pläne passen und er sowieso nicht allzu viel von seinem Schwiegersohn hält, instrumentalisiert er, gewieft wie er ist, seine Tochter. Er hat Lisa auch damit beauftragt, Markus Heuberger dazu zu bringen, möglichst umgehend das Haus seiner Kindheit, in dem er allein mit seiner Mutter gelebt hat, und das den Ausbauplänen des Skigebietes im Wege steht, an die extra gegründete Gesellschaft zu verkaufen.
Bevor Markus zu seiner Arbeitsstelle, einer Bohrinsel in der Nordsee, zurückkehren will, geht er mit Carlos Vater Toni Bonatti noch einmal in die Berge. Er hatte zu Toni und dessen Frau Maria immer eine ganz besonders enge Verbindung, auch wenn er sich mit Carlo selbst überhaupt nicht verstanden hat. Dieser hatte ihm seinerzeit das Leben zur Hölle gemacht. Toni ist glücklich, dass Markus endlich einmal wieder da ist. Während ihrer Bergwanderung versichern sie sich gegenseitig ihrer Zuneigung und lassen alte Zeiten Revue passieren. Hoch oben an einem Gletschersee beschließt Toni, ein Bad zu nehmen, während Markus sich lieber am Rand des Sees in die Sonne legt und döst. Von einer fast unheimlichen Stille beunruhigt, richtet er sich nach einer Weile auf und kann Toni nirgendwo im See entdecken. Auch seine Tauchversuche bleiben erfolglos. Es sieht so aus, als habe der Kratersee seinen väterlichen Freund verschluckt.
Markus steht vor der schweren Aufgabe, Maria zu berichten, was am Gletschersee vorgefallen ist. Auch für Carlo ist die Situation schwierig, zumal sein letztes Gespräch mit seinem Vater kein gutes war. Markus hat Alpträume, in denen er seinen väterlichen Freund untergehen sieht. Marias Bitte an die örtliche Bergwacht, nach Toni im See zu suchen, wird abschlägig beschieden. Markus meint, er wolle es allein versuchen, merkt aber schnell, dass er so nur bedingt weiterkommt. Nachdem er wieder aufgetaucht ist, steht Carlo am Seeufer. Es kommt zu einer Schlägerei zwischen den beiden Männern. Im Anschluss daran entwickelt sich jedoch zwischen beiden ein konstruktives Gespräch. Weitere Tauchversuche von Markus folgen, diesmal allerdings unter Mitwirkung des Glaziologen Carlo. Markus soll die Verbindung zwischen See und Gletschertasche finden. Carlo gibt ihm Rhodamin B mit, einen Farbstoff, der das Wasser rot einfärbt, sodass man später sehen könne, ob und wo das Wasser austrete. Bei seiner Rückkehr aus dem See bestätigt Markus Carlos Vermutungen. Anhand von Aufnahmen, die er unter Wasser gemacht hat, kann auch Carlo die Wassertasche sehen. Bürgermeister Hirtner denkt jedoch gar nicht daran, etwas zu unternehmen. Carlo entzweit sich mit Lisa, die zu ihrem Vater hält.
Das rote Wasser bahnt sich seinen Weg unter dem Gletschereis, sodass es aussieht, als blute dieser. Besonders die alten Dorfbewohner sind stark beunruhigt. Bei Bürgermeister Hirtner steht das Telefon nicht mehr still. Lisas Haltung gerät allerdings langsam ins Wanken. Carlo und Markus haben inzwischen beschlossen, im See an einzelnen Stellen Sprengladungen anzubringen, um den Zeitpunkt und den Weg des Wassers selbst bestimmen zu können. Das Wasser soll im Bachbett abfließen, wo es am wenigsten Schaden anrichten kann. Die örtliche Bergwacht will jedoch nicht helfen. Auch hier hat Hirtner seine Hände im Spiel, der den Leiter der Bergwacht mit unwahren Behauptungen auf seine Seite gebracht hat. Schließlich stellt Lisa sich doch auf die Seite ihres Mannes und sorgt dafür, dass ein Hubschrauber das benötigte Equipment auf den Berg bringt. Zusammen mit Markus taucht Carlo, um die Sprengladungen im See zu verteilen. Auf Marias Bitte hin warnt die Kirchenglocke zur selben Zeit die Dorfbewohner und es wird Katastrophenalarm ausgelöst. In der Tiefe des Strudels entdeckt Marcus dann auch den toten Toni. Er nimmt ein Medaillon, das dieser um den Hals trägt, an sich. Die Sprengung verläuft so, wie von Carlo geplant und erhofft. Eine riesige Flutwelle bahnt sich den vorgesehenen Weg ins Tal, ohne dass Gremms Schaden nimmt. Eine Überraschung gibt es noch für Carlo und Markus. Das Medaillon offenbart, dass nicht nur Carlo, sondern auch Markus Tonis Sohn ist. Wahrscheinlich habe Toni die Maria schützen wollen, meint Markus, deshalb habe er nichts gesagt. Beide sind sich einig, dass es eigentlich gar nicht so schlecht sei, auf einmal einen Bruder zu haben.

## Produktion

### Produktionsnotizen

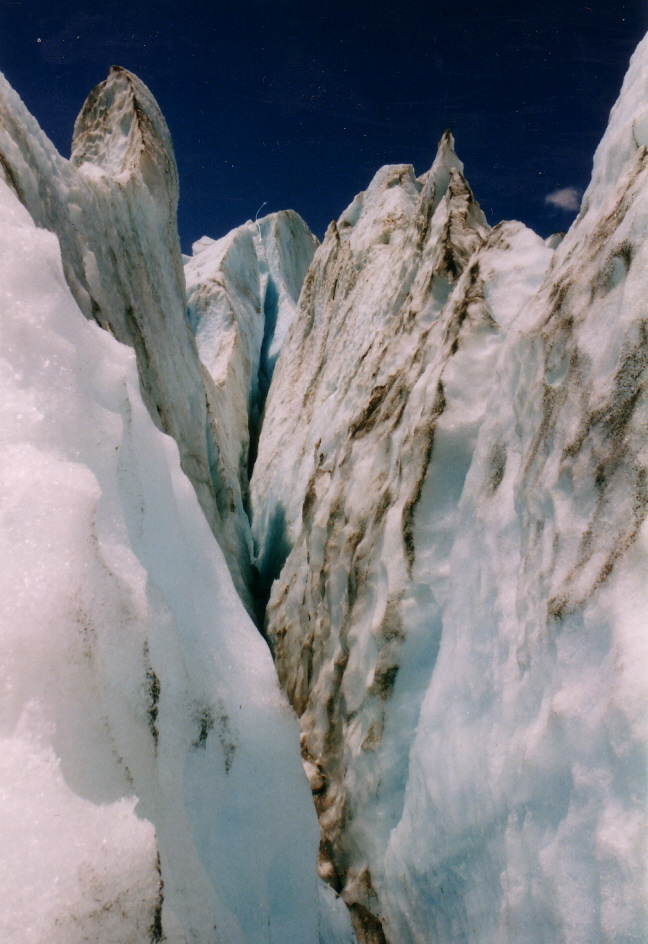
Gletschereis

Gletscherblut wurde vom 17. Juni bis zum 17. Juli 2008 in Matrei, Kaunertal und Bukarest gedreht. Die Tauchgänge in den Gletschersee entstanden in einem Wasserbecken in Rumänien. Für den Film zeichnete die Film GmbH verantwortlich. Pit Rampelt war der verantwortliche Redakteur beim ZDF. Der Glaziologe Dr. Wilfried Hagg war der Experte, der dem Filmteam beratend zur Seite stand. Er äußerte: „Die Einzelereignisse im Film sind sehr wohl wissenschaftlich fundiert, aber der Ehrlichkeit halber muss man gestehen, dass hier mehrere seltene Ereignisse etwas stark gehäuft auftreten. Aber sonst wäre es wohl kein Stoff für einen Film.“ Auf die Frage, ob die im Film angedeutete Gletscherexplosion schon einmal vorgekommen sei, antwortete er: „Am Mont Blanc hat im Jahr 1892 der explosionsartige Ausbruch einer Wassertasche 200 Menschen das Leben gekostet.“

### Hintergrund
Wie die Produktionsfirma ausführte, beruhten die Ereignisse des Films auf wissenschaftlichen Erkenntnissen. Denen, die es sehen wollen, bleibe nicht verborgen, dass unsere Gletscher abschmelzen. Das würden schon Vergleiche zwischen heutigen Fotografien des Großvenedigers in Osttirol (dem Drehgebiet des Films) und Bildern von Landschaftsmalern aus früherer Zeit zeigen. Auch seien die Folgen bereits spürbar (und teuer): Erdbewegungen, Murenabgänge, Flüsse, die zur Zeit der Schneeschmelze über die Ufer treten, höherer Sicherungsaufwand gegen Steinschlag. Doch seien es neben der Dramatik der Naturereignisse vor allem deren Auswirkungen auf das ganz persönliche Umfeld der Menschen, die Frank Dommel (Idee) und Claudia Kaufmann (Drehbuch) inspiriert hätten. Die Wassertasche im Inneren des Gletschers bekomme im Verlauf des Geschehens deutlich metaphorischen Charakter für die Verwerfungen, die latent in der Kleinstadtgesellschaft, in Familie, Ehe, in jedem persönlich wirkten – und nach Ausbruch, Katastrophe, Bereinigung verlangen würden.

## Rezeption

### Einschaltquoten
Bei seiner Erstausstrahlung wurde Gletscherblut von 5,2 Mio. Zuschauern eingeschaltet, was einen Marktanteil von 14,9 Prozent ergab, bei seiner Wiederholung erreichte der Film 4,69 Mio. Zuschauer.

### Kritik
Die Kritiker der Fernsehzeitschrift TV Spielfilm  meinten: „Clever: Wie schon 2007 in dem Alpendrama Lawine verknüpft Regisseur Thomas Kronthaler klassische Szenarien des Heimatfilms mit denen des Katastrophenkinos.“ Fazit: „Engagierte Öko-Bergpredigt“. Der Film erhielt die bestmögliche Wertung, indem der Daumen nach oben zeigte; für Anspruch und Action wurde je einer von drei möglichen Punkten vergeben und für Spannung zwei.
Rainer Tittelbach bewertete den Film auf seiner Seite tittelbach.tv mit 3,5 von 6 möglichen Sternen. Der Kritiker meinte, der „Plot“ sei „klischeehaft“, dafür sei das „Alpen- & Familiendrama stark inszeniert“. Dazu führte er aus: „Reichlich grob geschnitzt ist dieses Alpen- und Familiendrama. Dem Genre mag die dramaturgisch derbe Gangart entsprechen, doch dann fragt man sich, was Lisa Martinek in diesem Gebirgspanorama verloren hat. Immer wenn’s dramatisch wird, vergisst sie ihren alpenländischen Dialekt. Auch Tim Bergmann, der mit dem Klischee ‚Die Tiroler sind lustig‘ kräftig aufräumt, wirkt ein wenig deplatziert neben Sympath Thomas Unger und den überzeugenden Urgesteinen Mitterrutzner und Halmer. ‚Gletscherblut‘ ist eine banale Berg- und Talfahrt, bei der wohl allein deshalb Arte mit im Boot saß, um die aufwändigen Unterwasseraufnahmen zu finanzieren. Nach 60 Minuten wünscht man sich fast schon die Katastrophe, damit es wenigstens irgendetwas Überraschendes gibt.“ Stark seien auch „die Eingangsbilder: Pulsierendes Wasser unter Eis, es tröpfelt, es staut sich, es bricht sich Bahn“. In einer Minute werde „das mögliche Schreckensszenario der folgenden 85 Minuten zusammengefasst. Schade“ sei, dass „der Film sein visuelles Eingangsversprechen dramaturgisch nicht“ halte.
In der Frankfurter Allgemeinen Zeitung war zu lesen: „Eine solche Kulisse hat ein Bergfilm noch nie geboten.“ Der Tagesspiegel schrieb: „Es sind die kurzen zwischenmenschlichen Augenblicke, die Thomas Kronthalers sonst sehr solide-konservative Inszenierung durchbrechen und Empathie für die Figuren aufkommen lassen.“ Das Fernsehmagazin Gong führte aus: „Unter dem Deckmäntelchen eines Öko-Thrillers bietet das klassische Bergdrama gute Unterhaltung. Keine falsche Romantik, sondern handfeste Generationenkonflikte und die Sorge um die Natur bestimmen die Handlung.“ Für die Fernsehwoche stellte der Film einen „mitreißende[n] Mix aus Beziehungsdrama und Öko-Thriller vor grandioser Kulisse“ dar.
Auf der Seite Kino.de hieß es: „Vor spektakulärer Alpenkulisse greift ‚Gletscherblut‘ das brisante Thema Klimawandel auf und zeigt einen völlig neue Perspektive dieser Bedrohung, lässt sich in der dramaturgischen Umsetzung jedoch auf keine Experimente ein.“ „Grenzerfahrungen und Extremsituationen“ würden „zum Standardrepertoire des Bergfilms“ zählen, denn „das Genre“ sei „immer auch schmerzhafte Selbstreflexion menschlicher Existenz“. Der Film bediene sich „dieser dramatischen Motive, die das Ringen um Leben oder Tod vor Augen“ führten, unterwerfe „die Handlung der Dramaturgie des klassischen Katastrophenfilms“ und streue „unbekümmert Elemente des Heimatfilms ein“. „Spektakulär“ seien „die Tauchgänge in den Gletschersee, die im wahrsten Sinne des Wortes neue Perspektiven“ eröffnen würden. Doch „plätscher[e] vieles zwischen den Figuren der Geschichte dahin, rinn[e] in eine vorhersehbare Richtung und selbst wenn die Handlung schäum[e] und spritz[e] wie ein Gebirgsbach zur Schneeschmelze, wirklich mitgerissen [werde] der Zuschauer selten“. Von „Thomas Unger wünsch[e] man sich mehr im Fernsehen zu sehen, die stärksten Momente des Films schöpf[t]en sich aus dem Zusammenspiel mit einem herrlich authentischen Peter Mitterrutzner. Die Hauptrolle des Glaziologen Carlo Bonatti sei zwar ambivalent und konfliktreich angelegt […], doch bleib[e] Tim Bergmann mitunter hinter seinen Möglichkeiten zurück“.
In der NRZ befand Angelika Wölke, „von Sachkenntnis zeug[e] die Handlung in dem Arte-Film ‚Gletscherblut‘ nicht“. „Gewagt“ sei auch die „Mixtur aus Dreiecksgeschichte, Öko-Thriller und Postkartenidylle“. Aber „angucken“ könne man sich den „Arte-Film trotzdem“. Auch wenn „die Handlung zuweilen genau so dünn dahinplätscher[e] wie der Gletscherbach“ – anschauen könne man den TV-Film allein schon wegen der „Postkarten-Idylle“.
Die Beurteilung beim Filmdienst war äußerst knapp und wenig aussagekräftig: „Konventionelle (Fernseh-)Mischung aus Alpenmelodram und Öko-Katastrophenfilm. – Ab 14.“
Auf der Seite evangelisch.de nahm sich der Kritiker Tilmann P. Gangloff des Films an und meinte, dieser Heimatfilm [sei] nicht ganz so kitschig, wie es der Titel vermuten lasse. Vermutlich liege es in der Natur des Genres, dass ihnen „Selbstironie fremd“ sei. Ein Moment in dieser Geschichte schreie aber geradezu nach Ironie, nämlich der, „als der Gletscher dem Titel entsprechend tatsächlich zu bluten schein[e]“. „Erwartungsgemäß“ sei das „Alpenpanorama überwältigend“, die zwar im Studio entstandenen „Unterwasserbilder ebenfalls imposant“ und „zumindest für Ohren außerhalb Bayerns kling[e] Bergmanns Dialekt ziemlich überzeugend“. „Thomas Unger schließlich“, der „in Hauptrollen bislang eher selten besetzt“ worden sei, empfehle sich „für höhere Aufgaben“.
Auch Andre Mielke war auf der Seite Welt Print von der prächtigen Alpenkulisse beeindruckt. Das liege aber „in der Natur der Sache“. Es gebe auch „hübsche Bildeinfälle, insbesondere den dekorativ ‚blutenden‘ Gletscher“. Aber „der Plot“, der sei „so karg und lange vorhersehbar wie die Vegetation in 3000 Meter Höhe“. Die „größte Überraschung“ sei, „wie es gelingen konnte, derart profilierte Darsteller dafür zu gewinnen: einen ständig verdruckst durchs Bild schleichenden Tim Bergmann, einen als eindimensionaler Gierschlund ebenfalls dramatisch unterforderten Günther Maria Halmer sowie Lisa Martinek, die auch schon dankbarere Rollen hatte als die der abgefeimten Tussi“.